# 临汾三中礼堂
临汾三中礼堂，位于山西省临汾市中心尧都区，解放西路临汾三中校内，临汾城区内现存的唯一一座20世纪50年代建筑。

## 历史
临汾三中礼堂建于1954年建校之初。

## 建筑
临汾三中礼堂位于学校中轴线上，正对南门外的解放路，灰白色砖墙、绿色窗框。

## 保护
2015年1月4日，临汾三中礼堂公布为第二批临汾市文物保护单位，编号2-8，是一处20世纪遗产。